# Mayumba
Mayumba er en by ved Atlanterhavskysten i det sydlige Gabon.

## Geografi
Mayumba ligger på en halvø 20 kilometer nord for Mayumba nationalpark, den eneste marine nationalpark i Gabon. Banio-lagunen adskiller byen fra fastlandet. Mayumba er kendt for sin lange sandstrand, der er en af de vigtigste ynglestrande for læderskildpadder på Jorden.

## Befolkning
I 2010 havde byen cirka 5.200 indbyggere. De mest almindelige etniske grupper er Vile, Lumbu og Punu . De lokale i Mayumba kalder sig selv "Mayesiens".

## Infrastruktur
Byen har en lufthavn, flere små restauranter og et marked. Der er syv folkeskoler i området og en ungdomsskole med omkring 500 elever.